# Popelínová tkanina

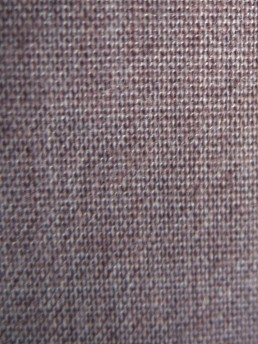
Popelín cca 6× zvětšený

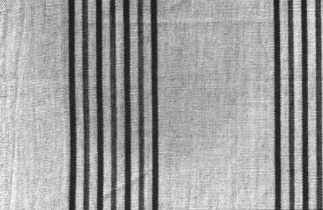
Bavlněný popelín cca z roku 1920: Plátnová vazba, 58/30 nití/cm, skaná příze 5,5/5,4 tex, 108 g/m²

Popelín (anglicky poplin, německy Popeline) je hustá tkanina v plátnové vazbě s převahou osnovních nití vyráběná z různých materiálů.
Tkanina má matný lesk, na povrchu jemné příčné žebrování. Zboží je převážně jednobarevné, známé jsou však také pestře tkané výrobky.
Název má pocházet buď od jména belgického města Popering, které bylo ve středověku střediskem soukenického řemesla nebo z francouzského papeline = papežský (hedvábná tkanina vyráběná v 15. století v Avignonu, tehdejším sídle jednoho z papežů).

## Druhy popelínu

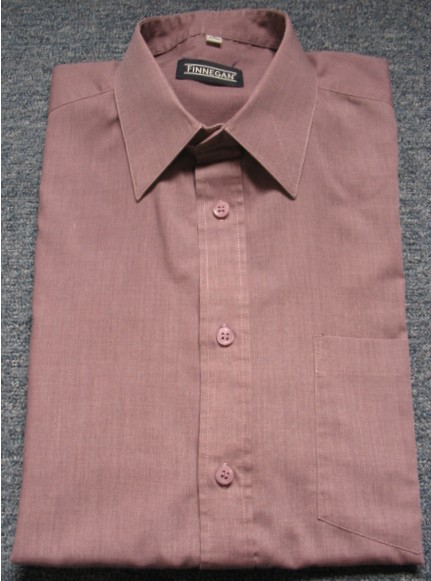
Popelín ze směsi PES/CO

### Popelíny z bavlny a směsí s bavlnou
se vyrábí z česané příze ve standardním provedení na
- košile a halenky v dostavě 52/26 nití na cm z příze v jemnosti 14 tex/20 tex
- pláště a bundy s dostavou 54/27 z příze 10 tex × 2

Příze na dražší popelíny se (asi do poloviny minulého století) při soukání opalovaly, aby se zbavily zbytku odstávajících vláken. Utkané zboží se zpravidla zušlechťuje mercerací.
As od 60. let 20. století se vyrábí značná část přízí na popelíny ze směsi česané bavlny s polyesterovými vlákny.
(Popelínová košile na snímku vpravo je z česané příze 13 tex, 65 % polyester / 35 % bavlna. Tkanina má dostavu 50 × 35 / cm a hmotnost asi 120 g/m²).
Od roku 2011 mají být v americké armádě všechny maskovací oděvy z tzv. ripstop-popelínu (směs 50 % bavlna / 50 % polyamid).
Popeliny na svrchní ošacení se také vyrábějí s obsahem cca 3 % elastanu.

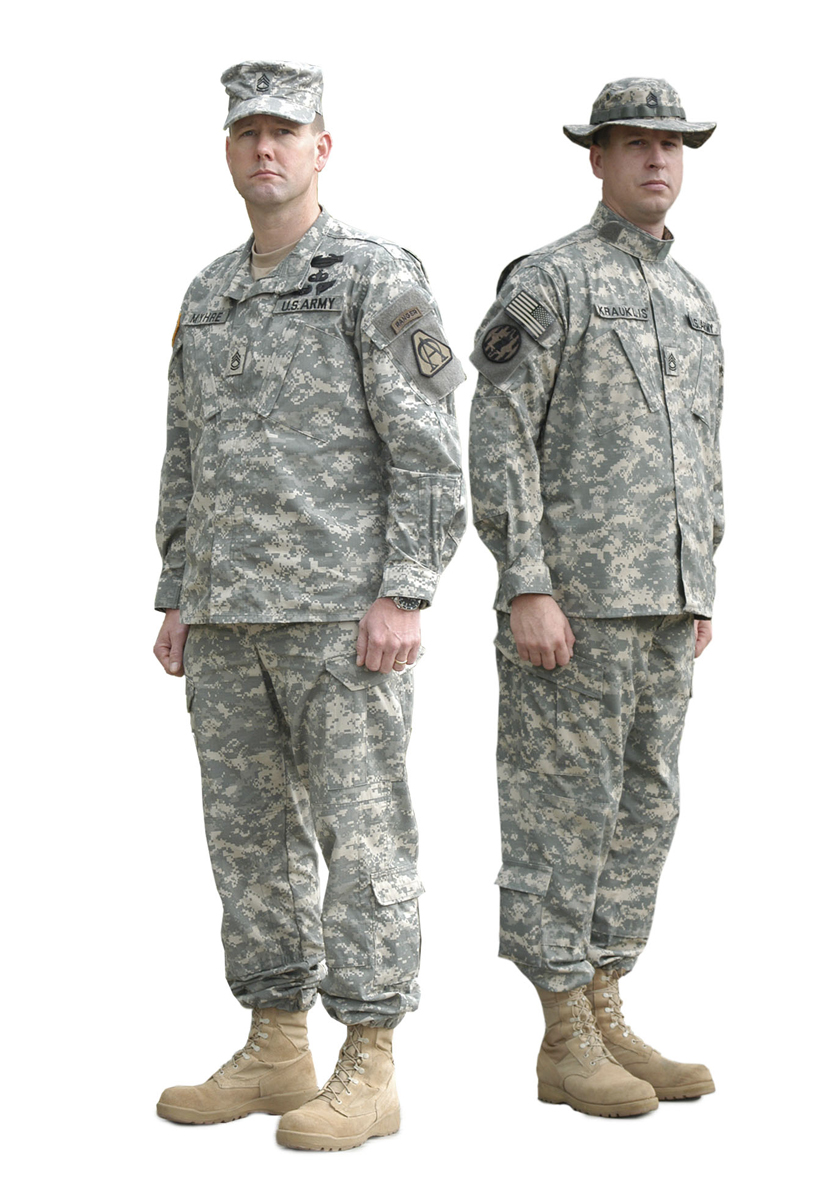
Maskovací oděvy americké armády (popelín ze směsi PA/CO)

### Vlněný popelín
se dříve prodával pod obchodním označením papillon. Vyráběl se z česané osnovy a z mykané příze v útku. Použití: šaty, kostýmy a pláště. V 21. století se vlněné popelíny nabízejí k prodej jen ojediněle.

### Hedvábný a polohedvábný popelín
Polohedvábný p. s historickým označením eolienne se vyráběl z přírodního hedvábí v osnově a z česané vlny v útku, někdy také vzorovaný. Zboží vypadalo na povrchu trochu jako ojíněné. V 21. století se prodává hedvábný popelín např. na luxusní košile a halenky.

### Polyesterový popelín
100% polyesterový popelín je funkční materiál s jemnou vazební strukturou, téměř nemačkavý a odolný proti ohni. Další výhoda je, že košile i saka z této tkaniny jsou elegantní a poměrně levné.

### Pletený popelín
Popelín je oboulícní vazba zátažných pletenin, ve které jsou jednolícní řádky zdvojeny, čímž pletenina dostává lehké příčné žebrování.